# Milton Obote

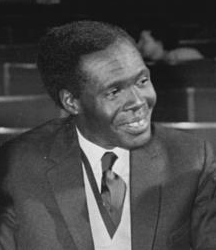
Milton Obote (1960)

Apollo Milton Obote (* 28. Dezember 1925 in Akokoro, Lango-Distrikt, Uganda; † 10. Oktober 2005 in Johannesburg, Südafrika) war ein ugandischer Diktator. Er war zunächst Ministerpräsident, dann Präsident Ugandas von 1966 bis 1971 sowie von 1980 bis 1985.

## Leben

### Kindheit und Ausbildung
Milton Obote war das Kind von Stanley Opeto, einem Dorfvorsteher, und der Hausfrau Puliska Opeto. Er war das dritte von insgesamt elf Kindern.
Seine Grundschulzeit verbrachte Obote an der Ibuje Primary School in Lira und ging anschließend nach Jinja, wo er das bekannte Busoga College (in Mwiri Hill) bis zum Abschluss seiner Sekundarstufe besuchte. Später lernte Obote am Makerere College (heute die Makerere-Universität) und belegte dort einen Studiengang in Wirtschaft, jedoch ohne einen Abschluss zu erlangen. Über die Ursache darüber gibt es verschiedene Überlieferungen. Nach seinen eigenen Angaben wollte er Recht und nicht Wirtschaft studieren. Nach anderen Informationen musste er die Hochschule verlassen, weil er sich an politischen Aktivitäten beteiligt hatte. In der Folge nahm er Gelegenheitsarbeiten für Mowlem, eine damals bekannte Baufirma auf.

### Politische Karriere
Obote begann seine politische Karriere zusammen mit Jomo Kenyatta in Kenia, nachdem ihm ein Jurastudium in den USA durch die britische Kolonialregierung versagt blieb. Bei seiner Rückkehr nach Uganda gründete er 1955 den Ugandischen Nationalkongress (UNC) und wurde 1958 in die koloniale Legislative gewählt. 1959 teilte sich der UNC und Obote wurde Vorsitzender des 1960 neu geschaffenen Uganda People’s Congress (deutsch: Ugandischer Volkskongress). Nach einigen Jahren als Führer der Opposition etablierte Obote eine Koalition mit der Baganda Royalist Party und wurde 1961 zum Premierminister gewählt. Er nahm das Amt am 25. April 1962 auf. Mit Obote als Premierminister und Sir Edward Mutesa, dem Führer der Baganda, als Präsident erreichte Uganda im Oktober 1962 die Unabhängigkeit.
Als Premierminister war Obote zusammen mit Idi Amin, damals stellvertretender Kommandeur der ugandischen Streitkräfte, in einen Goldschmuggel verwickelt. Als das Parlament eine Untersuchung des Vorfalls und eine Amtsenthebung Amins verlangte, setzte Obote die Verfassung außer Kraft und ließ einige Mitglieder seines Kabinetts verhaften. Obote wurde von den Vorwürfen freigesprochen, aber es entstanden Spannungen zwischen ihm und Mutesa, der ihn für das Außerkraftsetzen der Verfassung kritisierte. Obote antwortete mit einem Staatsstreich gegen Mutesa und erklärte sich am 2. März 1966 selbst zum Präsidenten.
Im Jahr 1967 verkündete Obote eine neue Verfassung und deklarierte Uganda zur Republik. Die Vorgängerverfassung von 1962 wurde hierbei ersetzt. Obote war nun Ugandas zweiter Präsident der postkolonialen Geschichte des Landes.
Obotes Regierungszeit war eine autokratische Diktatur. Während seiner Amtszeit kam es zur Verfolgung, Diskriminierung und Folterung politischer Opponenten. Die Geheimpolizei wurde von Obotes Cousin geführt und war für etliche Gräueltaten verantwortlich. Im Verlauf eines UPC-Kongresses im Jahre 1969 wurde Obote das Ziel eines Attentates, bei dem er eine Schussverletzung am Kopf erlitt.
Zwischen 1969 und 1970 veröffentlichte Obote viele Propagandatexte, die ankündigten, sich mehr um die Armutsbekämpfung zu kümmern und stärker nach links zu rücken (The Common Man’s Charter). Obote verstaatlichte etliche Betriebe. Außerdem verfolgte und diskriminierte er indische Händler, die in Uganda lebten. Als diese das Land nach und nach verließen, hatte deren Exodus schwerwiegende Auswirkungen in Ugandas Wirtschaft.
Am 25. Januar 1971 nutzte die Armee einen Besuch Obotes bei einem Commonwealth-Treffen in Singapur für einen Putsch und Armeechef Idi Amin kam an die Macht. In den zwei Jahren davor waren die Beziehungen zum Westen nach und nach schlechter geworden. Es kam der Verdacht auf, dass der Westen in den Putsch involviert bzw. darüber informiert gewesen sei.
Im Oktober 1978 begann Amin einen riskanten Krieg gegen Tansania. Dieses schlug zurück und mit Hilfe ugandischer Guerilleros gelang im ugandisch-tansanischen Krieg der vollständige Sieg Tansanias und die Vertreibung Idi Amins im April 1979.
Im März 1979 hatten Obote und andere Exil-Ugander die Uganda National Liberation Front (UNLF) (englisch für: Nationale Befreiungsfront Ugandas) gegründet. Diese Organisation übernahm provisorisch die Macht in Uganda. Obote setzte sich in umstrittenen Wahlen im September 1979 durch. Kurz danach kam es erneut zu Konflikten. Viele Mitglieder der UNLF verließen diese wieder und kämpften gegen sie. Schätzungen besagen, dass zwischen 100.000 und 300.000 Menschen im Ergebnis der Kämpfe zwischen Obotes Uganda National Liberation Army (UNLA) und verschiedenen anderen militärischen Gruppen, vor allem Yoweri Kaguta Musevenis NRA, starben. Obote wurde 1985 von Lt. Gen Bazilio Olara Okello gestürzt. Ein Militärrat mit Tito Okello an der Spitze wurde etabliert. Im Laufe eines Jahres übernahm Yoweri Kaguta Museveni die politische Kontrolle über Uganda.

### Exil
Nach seinem Sturz floh Obote nach Tansania und lebte zuletzt in Lusaka (Sambia), wo er politisches Asyl erhielt. Er starb 79-jährig in einer Johannesburger Klinik an Nierenversagen. Seine damaligen Unterstützer sahen in ihm einen „Demokraten“ und „Held der Befreiung Afrikas“.
Seine Witwe Miria Obote kehrte nach seinem Tod nach Uganda zurück, um ihn dort bestatten zu lassen und um das politische Erbe ihres Mannes anzutreten. Sie trat bei der Präsidentschaftswahl im Februar 2006 als Kandidatin an, konnte dabei aber nur 0,82 Prozent der Stimmen gewinnen.